# 684 هـ
684 هـ هي سنة في التقويم الهجري امتدت مقابلةً في التقويم الميلادي بين سنتي 1285 و1286.

## مواليد
- الناصر ناصر الدين محمد بن قلاوون
- سليمان المستكفي بالله

## وفيات
- الرضي الاستراباذي
- شهاب الدين القرافي
- أبو البقاء الرندي
- عبد الرحمن العبدلياني